# Montesquiu
Montesquíu o Montesquiú (en catalán y oficialmente, Montesquiu) es un municipio de Cataluña, España. Perteneciente a la provincia de Barcelona, en la comarca de Osona dentro de la subcomarca del Bisaura, junto al río Ter y limítrofe con la comarca del Ripollés. Se creó en 1934 por segregación del de San Quirico de Besora.

## Historia
El castillo de Montesquiu está documentado desde 1258. A finales del siglo XIX fue adquirido por la familia Juncadella y el último propietario de la familia lo cedió a la Diputación de Barcelona. El núcleo de población surgió a mediados del siglo XVII junto al camino real de Barcelona a Puigcerdà. A finales del siglo XIX se instalaron algunas industrias. En 1934 Montesquiu se segregó del municipio de San Quirico de Besora al que hasta entonces pertenecía.

## Demografía
Montesquíu cuenta con una población de 1099 habitantes (INE 2024).
| Gráfica de evolución demográfica de Montesquíu entre 1940 y 2021 |
| |
| Población de derecho según los censos de población del INE. Población de hecho según los censos de población del INE.Entre el censo de 1940 y el anterior, aparece este municipio porque se segrega del municipio San Quirico de Basora. |

| 1950 | 1970 | 1981 | 1986 | 2006 | 2008 |
| ---- | ---- | ---- | ---- | ---- | ---- |
| 1087 | 1069 | 1002 | 932  | 875  | 880  |

## Comunicaciones
Está atravesado por la autovía C-17.

## Lugares de interés
- Castillo de Montesquiu, propiedad de la Diputación de Barcelona.
- Parque del castillo de Montesquiu.

## Personajes célebres
- Carles M. Espinalt (1920-1993), psicólogo.
- Abel Folk (1959-), actor de doblaje, cine, teatro y televisión, además de ser la voz de Loquendo en catalán y español.
- José Balmes (1927-2016), pintor radicado en Chile, Premio Nacional de Artes Plásticas de Chile en 1999

## Curiosidades
- Más del 90% del término municipal es propiedad de la Diputación de Barcelona.